# Семёнова, Зинаида Николаевна
Зинаи́да Никола́евна Семёнова (род. 19 марта 1962, Яльчикский район, Чувашская АССР) — российская легкоатлетка, специалистка по бегу на длинные дистанции и марафону. Выступала как элитная спортсменка в 1992—2010 годах, победительница и призёрка многих крупных стартов на шоссе, участница чемпионата мира в Севилье. Представляла Москву. Мастер спорта России международного класса.

## Биография
Зинаида Семёнова родилась 19 марта 1962 года в Яльчикском районе Чувашской АССР. Впоследствии переехала на постоянное жительство в Москву.
Впервые преодолела марафонскую дистанцию в 1992 году — на Московском международном марафоне мира с результатом 2:50:55 финишировала пятой.
В 1993 году выиграла бронзовую медаль на открытом чемпионате России по марафону в Калининграде, одержала победу на марафоне «Белые ночи» в Санкт-Петербурге (2:41:02) и Эхтернахском марафоне в Люксембурге (2:37:15), стала третьей на Амстердамском марафоне (2:39:21).
В 1994 году была лучшей на марафонах в Валенсии (2:34:08) и Налдвейке (2:36:42).
В 1996 году вновь победила на Валенсийском марафоне (2:43:05), финишировала восьмой на Стамбульском марафоне (2:51:13) и второй на Лиссабонском марафоне (2:41:38).
В 1997 году с результатом 2:36:19 выиграла Реймсский марафон, была четвёртой на Монакском марафоне (2:36:38).
На открытом чемпионате России по бегу по шоссе 1998 года в Адлере стала серебряной призёркой в программе полумарафона, уступив на финише только Лидии Григорьевой. Помимо этого, показала второй результат на Кливлендском марафоне (2:31:49), одержала победу на Марафоне городов-близнецов в Сент-Поле (2:32:06).
На чемпионате России по бегу по шоссе 1999 года в Адлере взяла бронзу в программе полумарафона. Попав в основной состав российской национальной сборной, удостоилась права защищать честь страны на чемпионате мира в Севилье — пробежала здесь марафон за 2:41:33, расположившись в итоговом протоколе соревнований на 29-й строке. Кроме того, была второй на Хьюстонском марафоне (2:36:23), третьей на Кливлендском марафоне (2:35:11), семнадцатой на Пекинском марафоне (2:41:27).
В 2000 году стала серебряной призёркой чемпионата России по полумарафону в Адлере, финишировав позади Любови Моргуновой. На чемпионате мира по полумарафону в Веракрусе заняла 22-е место в личном зачёте и вместе со своими соотечественницами Лидией Григорьевой и Галиной Александровой получила бронзу командного зачёта. Вновь выиграла Марафон городов-близнецов (2:29:37), стала второй на Хьюстонском марафоне (2:33:07), одиннадцатой на Лондонском марафоне (2:28:46), пятой на марафоне в Сан-Диего (2:33:18).
В 2001 году выиграла серебряную медаль в дисциплине 15 км на чемпионате России в Сочи, в третий раз победила на Марафоне городов-близнецов, установив рекорд трассы и свой личный рекорд — 2:26:51. Среди других значимых результатов этого сезона — четвёртое место на марафоне в Нашвилле (2:38:58), второе место на Бабушкином марафоне в Дулуте (2:35:59).
В 2002 году стала восьмой на Лондонском марафоне (2:27:45), выиграла Бабушкин марафон (2:32:21), закрыла десятку сильнейших Нью-Йоркского марафона (2:31:39).
В 2003 году была второй на Бермудском международном марафоне (2:53:20), тринадцатой на Лондонском марафоне (2:32:37), четвёртой на Марафоне городов-близнецов (2:33:38).
В 2005 году одержала победы на Эдинбургском (2:33:36) и Дублинском марафонах (2:32:53).
В 2006 году заняла 15-е место на марафоне в Мумбаи (2:55:45), восьмое место на Гамбургском (2:31:27) и Бабушкином марафоне (2:44:54), 11-е место на Дублинском марафоне (2:44:17).
В 2007 году была одиннадцатой на марафоне в Сан-Диего (2:53:20) и десятой на марафоне в Сент-Поле (2:57:11).
В 2008 году показала четвёртый результат на Бабушкином марафоне (2:43:28) и шестой результат на Марафоне городов-близнецов (2:40:19).
В 2009 году стала второй на Бермудском международном марафоне (2:57:32), восьмой на Бабушкином марафоне (2:48:09), четвёртой на марафоне в Липтовски (3:43:51).
По окончании сезона 2010 года приняла решение завершить карьеру профессиональной спортсменки, но впоследствии ещё неоднократно принимала участие в различных забегах в Москве и Московской области.